# Yutong E12DD
De Yutong E12DD of Yutong ZK6125BEVGS is een elektrisch aangedreven bustype van het Chinese concern Yutong. In 2025 is de E12DD vervangen door de Yutong U12DD.

## Inzet
In 2019 bestelde Land Transport Authority voor Singapore 10 bussen. Deze zouden worden geleased door drie vervoersbedrijven. De meeste bussen doen dienst in China.
| Bedrijf                           | Aantal | Status    | Series                             | Inzet           | Opmerkingen | Afbeelding |
| China                             | China  | China     | China                              | China           | China       | China      |
| --------------------------------- | ------ | --------- | ---------------------------------- | --------------- | ----------- | ---------- |
| Hangzhou Public Transport Company | 6      | In dienst | Hangzhou                           | 6-9394 - 6-9399 |             |            |
| Spring Tour                       | 2      | In dienst | A 56506D, A 59692D                 | Shanghai        |             |            |
| Singapore                         |        |           |                                    |                 |             |            |
| Go-Ahead Singapore                | 4      | In dienst | SG7006B, SG7007Z, SG7008X, SG7009T | Singapore       |             |            |
| SMRT Buses                        | 3      | In dienst | SG7000S, SG7001P, SG7002L          | Singapore       |             |            |
| Tower Transit                     | 3      | In dienst | SG7003J, SG7004G, SG7005D          | Singapore       |             |            |

## Verglijkbare modellen
- Yutong E6; 6m uitvoering
- Yutong E7S; 7m uitvoering
- Yutong E8; 8m uitvoering
- Yutong E9; 9m uitvoering
- Yutong E10; 10m uitvoering
- Yutong E11; 11m uitvoering
- Yutong E12; 12m uitvoering
- Yutong E15; 15m uitvoering
- Yutong E18; 18m uitvoering